# Asia Books
Asia Books là cửa hàng bán sách được viết bằng tiếng Anh lớn nhất ở Thái Lan. Cửa hàng cũng bán sách và tạp chí viết bằng tiếng Thái. Cửa hàng mở cửa vào tháng 9 năm 1969. Hiện này chuỗi có 70 cửa hàng trên khắp Thái Lan với thương hiệu Asia Books hoặc Bookazine. Cửa hàng cũng phân phối sách và tạp chí tiếng Anh cho hơn 300 cửa hàng bán lẻ khác.